# カラム・マコーワット
カラム・ウィリアム・マコーワット（英語: Callum William McCowatt、1999年4月30日 - ）は、ニュージーランドのサッカー選手。ニュージーランド代表。ポジションはFW。

## クラブ歴
2017年9月26日にウェスタン・サバーブスFCの下部組織からオークランド・シティFCにチームメイトのダルトン・ウィルキンス、オーウェン・パーカー＝プライスとともに移籍。ルーキーながらFIFAクラブワールドカップ2017にもスターティングメンバーとして出場するなど主力に定着していたが、リーグ戦では1得点であった。ライアン・デ・フリース、エミリアーノ・タデとのトリオで活躍し、エールディヴィジのスパルタ・ロッテルダムの練習に参加したが、契約には至らなかった。
2018年11月21日にイースタン・サバーブスAFCに加入。グランドファイナルでハットトリックを決める等の大活躍を見せ、16試合21得点の結果を残した。
2019年6月26日にAリーグのウェリントン・フェニックスFCに単年契約で加入。リーグ開幕前のFFAカップで移籍後初得点を決めた。
2020年9月6日にデンマーク・ファーストディビジョンのFCヘルシンゲルに加入。10月18日に移籍後初出場を記録した。
2023年7月4日、シルケボーIFに移籍した。

## 代表歴
U-17代表では2015 FIFA U-17ワールドカップに出場した。
U-20代表では2019 FIFA U-20ワールドカップに出場した。
2019年11月15日に行われたアイルランド代表戦でA代表初出場初得点を記録した。
2021年6月25日に東京オリンピックのメンバーに選出された。